# Susanne Weidinger

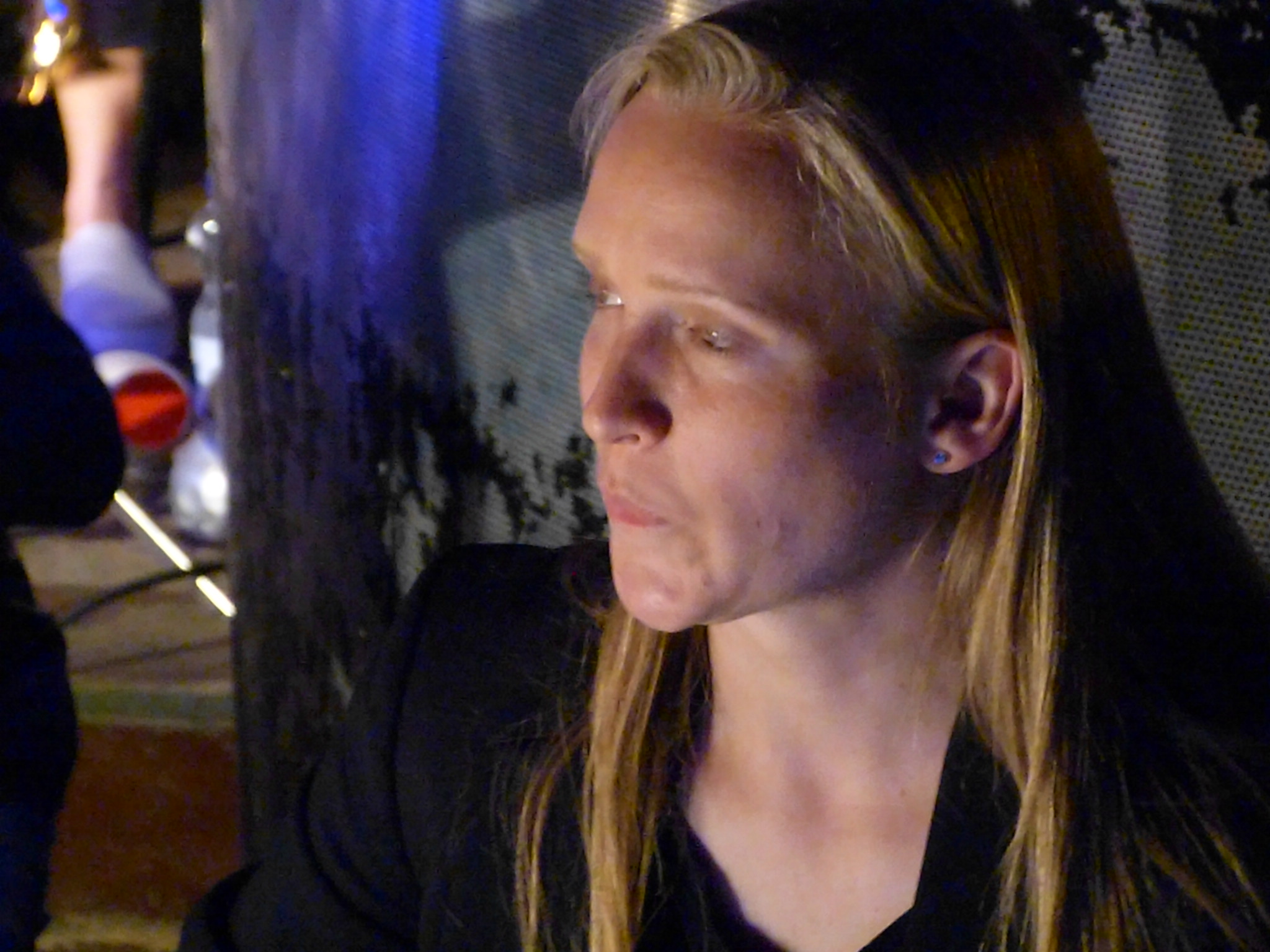
Susanne Weidinger (2018 im Subway)

Susanne Weidinger (* 1977 in Hamburg als Susanne Heitmann) ist eine deutsche Jazzmusikerin (Baritonsaxophon, Bassklarinette, auch Flöte).

## Leben und Wirken
Weidinger spielte in der Schulbigband zunächst Klarinette, bevor sie auf das Baritonsaxophon umstieg. Dann spielte sie im Hamburger Landesjugendjazzorchester und der Lüneburger Big Band Blechschaden. Sie begann ihr Instrumentalstudium am Konservatorium in Arnhem, um nach einem Jahr an die Hochschule für Musik und Tanz Köln zu Claudius Valk und Wolfgang Engstfeld zu wechseln. Von 1998 bis 2001 war sie Mitglied des Bundesjazzorchesters, wo sie von Peter Herbolzheimer entdeckt wurde. Er holte sie mit 22 Jahren in seine Rhythm Combination & Brass, wo sie als Baritonsaxophonistin die Nachfolgerin von Bubi Aderhold und Steffen Schorn war. Sie gehörte der Formation bis zur Auflösung 2010 an. Daneben spielte sie in Peter Fleischhauers King of Swing Orchestra, im Jazz Orchester Regensburg sowie im Ed Partyka Jazz Orchestra.
Weitere Erfahrungen sammelte sie in der Kölner Szene in den Bands von Tom Gaebel und Tobias Kremer, dann in Kölner Großformationen wie der Wednesday Night Big Band unter Leitung von Magnus Mehl, dem Cologne Contemporary Jazz Orchestra und nun im Subway Jazz Orchestra. Mehr als acht Jahre tourte sie mit dem Glenn Miller Orchestra unter Wil Salden, spielte aber auch als Gast in der hr-Bigband und der WDR Big Band. 
Gemeinsam mit Kristina Brodersen bildete sie ein Gerry Mulligan/Johnny Hodges-Projekt. Im eigenen Trio Just 3 arbeitete sie mit Andreas Dahmen und Jakob Kühnemann. Sie ist auch auf Alben mit Jeff Cascaro, mit Die Toten Hosen und mit den Broilers zu hören. Sie ist mit dem Trompeter Tobias Weidinger verheiratet.

## Diskographische Hinweise

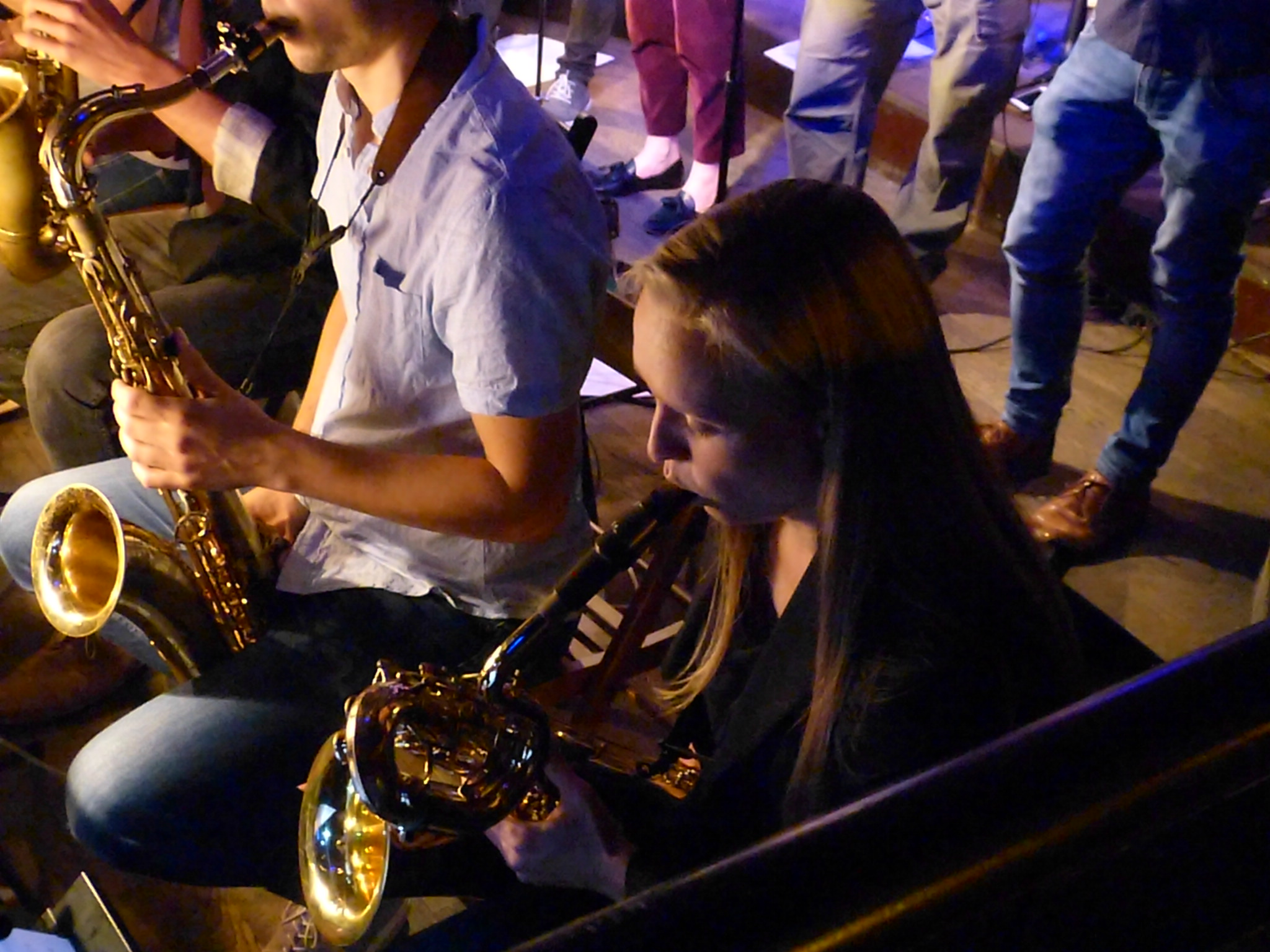
Susanne Weidinger (2018 im Subway Jazz Orchestra)

- Peter Herbolzheimer R C & B Live In Concert – 30 Jahre (Mons Records 2010)
- [Rien Berkel Meets] Jerry van Rooyen: The Charme of You (ELK Music 2006)
- Ed Partyka Jazz Orchestra feat. Efrat Alony: Songs of Love Lost (Mons Records 2010)
- Rachel & The Soul Criminals: Plain & Simple (Soulplex Recordings 2010)